# Steblewo (przystanek kolejowy)
Steblewo – zlikwidowany wąskotorowy przystanek osobowy w Steblewie, w gminie Suchy Dąb, w powiecie gdańskim, w województwie pomorskim. Położony był na linii kolejowej z Giemlic do Pszczółek Wąskotorowych. Linia ta została otwarta w 1888 roku. Rozebrana została w latach 50. XX wieku.